# Jerzy Kawiak
Jerzy Władysław Kawiak (ur. 1928) – polski cytofizjolog, profesor nauk medycznych.

## Życiorys
W 1952 r. ukończył studia lekarskie w Akademii Medycznej im. Mikołaja Kopernika w Krakowie, w 1959 r. obronił pracę doktorską, w 1963 r. habilitował się. W 1975 r. otrzymał tytuł profesora nauk medycznych. Został zatrudniony w Instytucie Biocybernetyki i Inżynierii Biomedycznej im. Macieja Nałęcza PAN i w Centrum Medycznym Kształcenia Podyplomowego.
Jest członkiem krajowym czynnym PAU i prezesem zarządu Fundacji Biologii Komórki i Biologii Molekularnej.
Był członkiem Komitetu Genetyki Człowieka i Patologii Molekularnej PAN, oraz Komitetu Cytobiologii PAN.